# Faith Erin Hicks
Faith Erin Hicks kanadai webképregény és képregényíró és rajzoló, animátor, aki az új-skóciai Halifax-ben él.

## Munkái
Webképregények:
- Demonology 101 (webképregény, 1999 augusztusa–2004 júniusa)
- Ice (webképregény, 2003–napjainkig)
- Superhero Girl (webképregény, 2010–napjainkig)

Graphic novelek:
- Zombies Calling (Slave Labor Graphics, 2007. november 7., ISBN 1-59362-079-9)
- The War at Ellsmere (Slave Labor Graphics, 2008. december 3., ISBN 1-59362-140-X)
- Brain Camp, írta: Susan Kim és Laurence Klavan (First Second, 2010. augusztus 3., ISBN 1-59643-366-3)
- Friends with Boys (First Second, 2012. február 28., ISBN 1-59643-556-9)
- Into the Woods (Bigfoot Boy), írta: J. Torres (Kids Can Press, 2012. szeptember 1., 2012, ISBN 1554537126)
- The Adventures of Superhero Girl (Dark Horse, 2013. február 26., ISBN 978-1616550844)
- Nothing Can Possibly Go Wrong, írta: Prudence Shen (First Second, 2013. május 7., ISBN 9781596436596)

Minisorozatok:
- The Last of Us: American Dreams, társíró: Neil Druckmann (Dark Horse, 2013. április 3. – 2013. július 31.)

## Díjak és jelölések
Web Cartoonists’ Choice Awards:
- 2003: Kiemelkedő írás – Demonology 101 (megnyerte)[2]
- 2003: Kiemelkedő fekete-fehér rajz – Demonology 101 (megnyerte)[2]
- 2003: Kiemelkedő rajz – Demonology 101 (jelölve)[2]
- 2003: Kiemelkedő jellemfejlődés – Demonology 101 (jelölve)[2]
- 2003: Kiemelkedő hosszú képregény – Demonology 101 (jelölve)[2]
- 2003: Kiemelkedő drámai képregény – Demonology 101 (jelölve)[2]
- 2004: Kiemelkedő drámai képregény – Demonology 101 (megnyerte)[3]
- 2004: Kiemelkedő hosszú képregény – Demonology 101 (megnyerte)[3]

Joe Shuster Award:
- 2008: Kedvenc képregénykészítő – angol nyelvű kiadások – Zombies Calling (megnyerte)[4]
- 2008: Kiemelkedő kanadai képregénykészítő (író/rajzoló) – Zombies Calling (jelölve)[4]